# Storfors kyrka
Storfors kyrka är en kyrkobyggnad i Storfors i Karlstads stift. Den är församlingskyrka i Storfors församling och ligger i Storfors mellan Kristinehamn och Filipstad.

## Kyrkobyggnaden
Kyrkan med församlingslokaler uppfördes 1959 efter ritningar av arkitekt Tor Engloo. 10 maj 1959 invigdes kyrkan av biskop Gert Borgenstierna.
Byggnaden har en stomme av betong och ytterväggarna klädda med glavaskiffer. Yttertaket är belagt med kopparplåt. Kyrkorummet är orienterat i öst-västlig riktning med koret i öster. Innerväggarna är tolv meter höga och grovputsade.
Söder om kyrkan finns en klockstapel av betong.

## Inventarier
- En sjusidig dopfunt av gotländsk kalksten är tillverkad av stenhuggare R Eklund i Visby och kom till kyrkan 1964.
- I koret hänger en "apostlakrona" utformad av Knut Hallberg. Apostlakronan är en ljuskrona av mässing med tolv stearinljus.
- Predikstolen i ljust furuträ med fyrkantig korg är placerad i korets norra del.
- Altaret är tillverkat av Ölandskalksten.
- Altartavlan är en textil utförd av konstnären Barbro Nilsson.
- Orgeln med 18 stämmor, två manualer och pedal är byggd 1972 av J.H. Jörgensens orgelfabrik i Oslo.

## Galleri

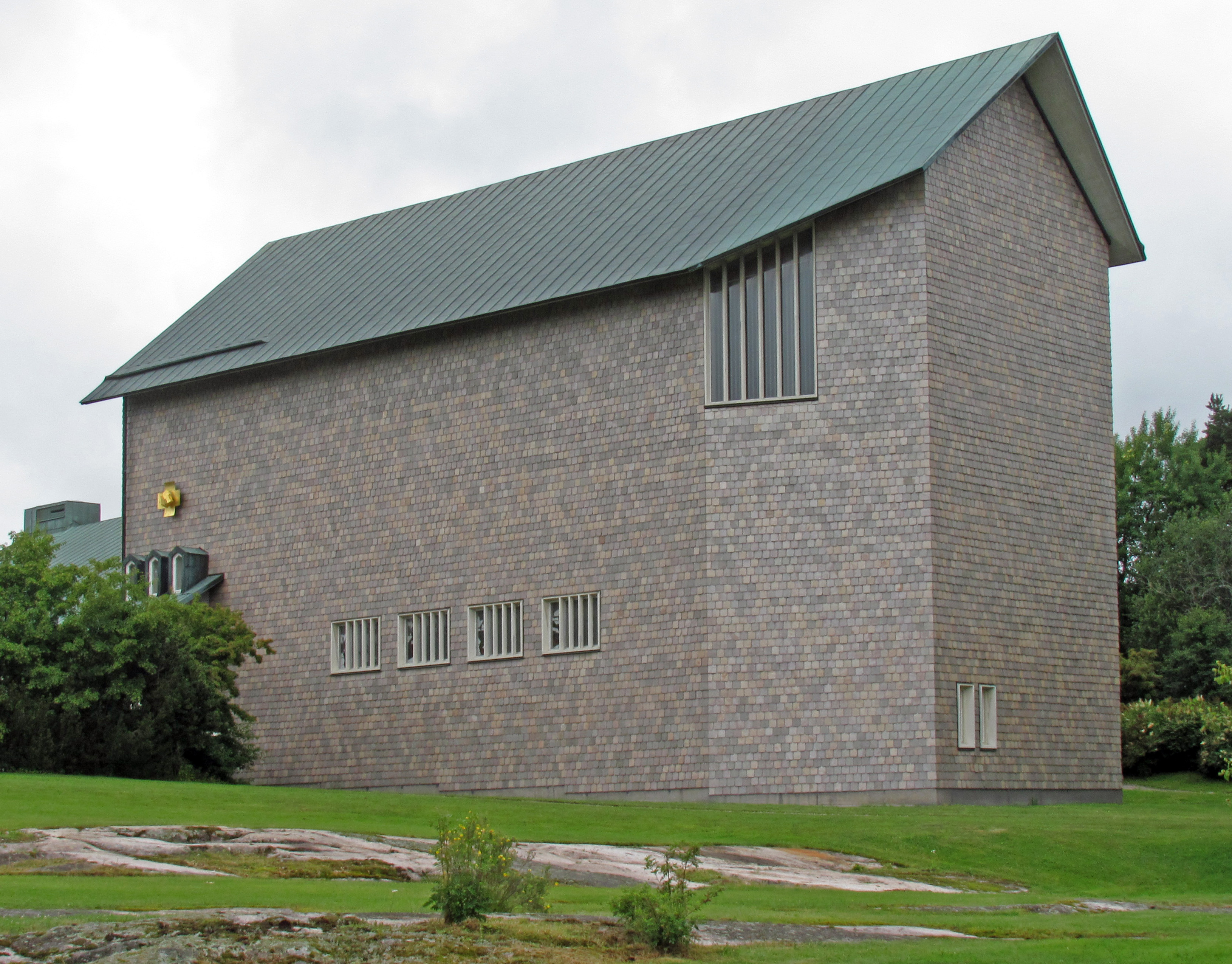
Storfors kyrka från sydost
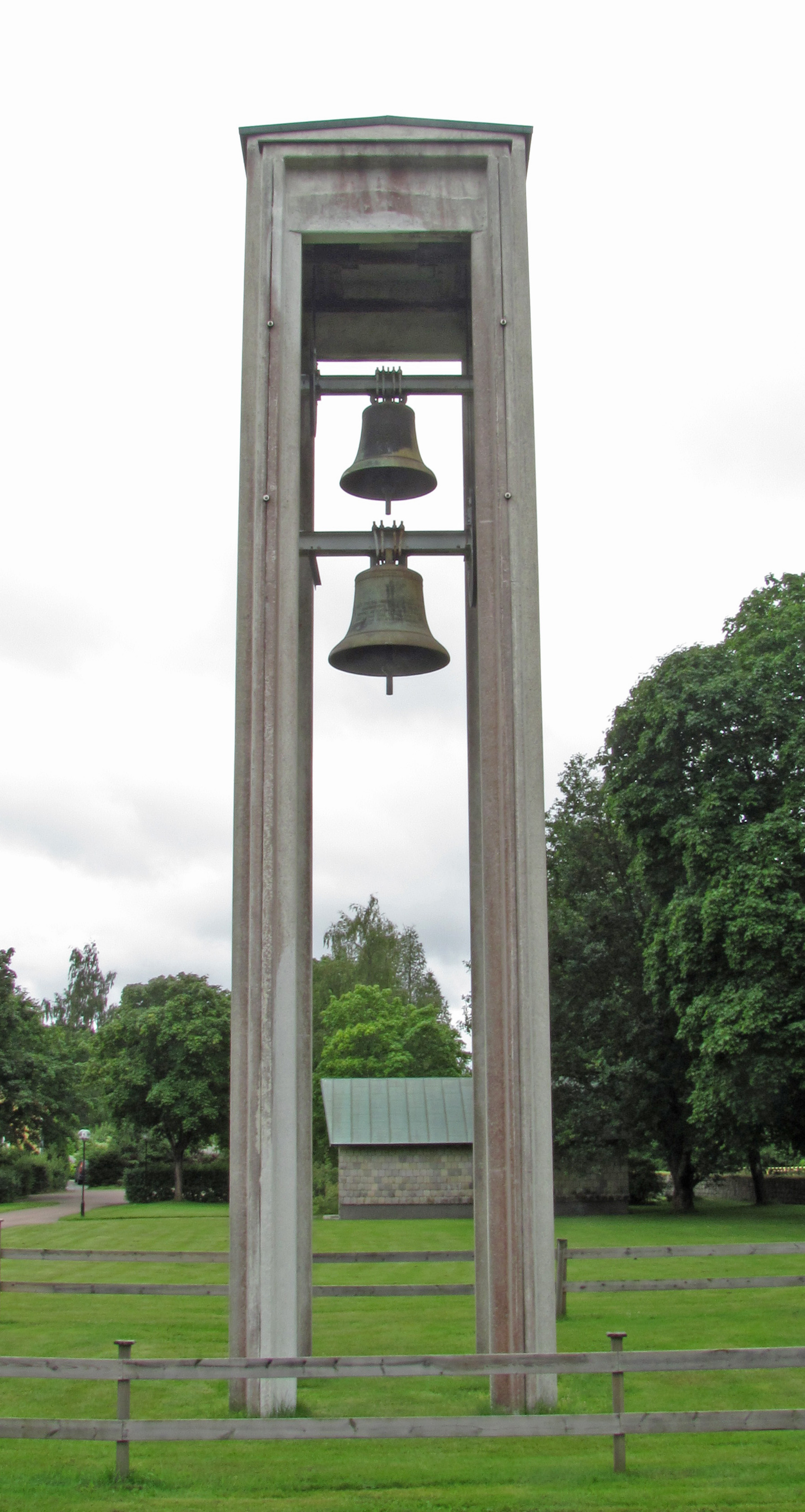
Klockstapeln